# Xherdan Shaqiri
Xherdan Shaqiri (pronunție în albaneză [dʒɛrˈdan ʃaˈciɾi]; n. 10 octombrie 1991, Gnjilane, Republica Serbia, RSF Iugoslavia) este un fotbalist elvețian, care joacă pe post de mijlocaș lateral la Basel în Superliga Axpo. Pe plan internațional, are prezențe la națională pentru Elveția, Elveția U17⁠(d), Elveția U18⁠(d), Elveția U21⁠(d) și Elveția U19⁠(d). S-a născut în orașul Gnjilane din fosta Provincie Autonomă Kosovo și Metohia a RSF Iugoslavia, din părinți albanezi kosovari.

## Statistici carieră

### Statistici de club
La 8 martie 2014.
|                |               |               | Campionat | Cupă      | Cupă          | Continental   | Continental | Altele | Altele  | Total  | Total   |        |
| Club           | Campionat     | Sezon         | Meciuri   | Goluri    | Meciuri       | Goluri        | Meciuri     | Goluri | Meciuri | Goluri | Meciuri | Goluri |
| Elveția        | Elveția       | Elveția       | Campionat | Campionat | Cupa Elveției | Cupa Elveției | Europe      | Europe | Altele  | Altele | Total   | Total  |
| -------------- | ------------- | ------------- | --------- | --------- | ------------- | ------------- | ----------- | ------ | ------- | ------ | ------- | ------ |
| FC Basel       | Super League  | 2009–10       | 32        | 4         | 5             | 1             | 10          | 2      | —       | —      | 47      | 7      |
| FC Basel       | Super League  | 2010–11       | 29        | 5         | 2             | 0             | 11          | 2      | —       | —      | 42      | 7      |
| FC Basel       | Super League  | 2011–12       | 31        | 9         | 4             | 0             | 6           | 0      | —       | —      | 41      | 9      |
| Germania       | Germania      | Germania      | Campionat | Campionat | DFB-Pokal     | DFB-Pokal     | Europe      | Europe | Altele  | Altele | Total   | Total  |
| Bayern München | Bundesliga    | 2012–13       | 26        | 4         | 5             | 3             | 7           | 1      | 1       | 0      | 39      | 8      |
| Bayern München | Bundesliga    | 2013–14       | 13        | 5         | 3             | 1             | 3           | 0      | 3       | 0      | 22      | 6      |
| Totaluri       | Elveția       | Elveția       | 92        | 18        | 11            | 1             | 27          | 4      | —       | —      | 130     | 23     |
| Totaluri       | Germania      | Germania      | 39        | 9         | 8             | 4             | 10          | 1      | 4       | 0      | 61      | 14     |
| Total carieră  | Total carieră | Total carieră | 131       | 27        | 19            | 5             | 37          | 5      | 2       | 0      | 188     | 37     |

### Goluri internaționale
| #  | Data               | Stadion                           | Adversar  | Scor | Rezultat | Competiția                                                    |
| -- | ------------------ | --------------------------------- | --------- | ---- | -------- | ------------------------------------------------------------- |
| 1. | 7 septembrie 2010  | St. Jakob-Park, Basel             | Anglia    | 1–2  | 1–3      | Preliminariile Campionatului European de Fotbal 2012          |
| 2. | 6 septembrie 2011  | St. Jakob-Park, Basel             | Bulgaria  | 1–1  | 3–1      | Preliminariile Campionatului European de Fotbal 2012          |
| 3. | 6 septembrie 2011  | St. Jakob-Park, Basel             | Bulgaria  | 2–1  | 3–1      | Preliminariile Campionatului European de Fotbal 2012          |
| 4. | 6 septembrie 2011  | St. Jakob-Park, Basel             | Bulgaria  | 3–1  | 3–1      | Preliminariile Campionatului European de Fotbal 2012          |
| 5. | 29 februarie 2012  | Stade de Suisse, Wankdorf, Berna  | Argentina | 1–1  | 1–3      | Meci amical                                                   |
| 6. | 11 septembrie 2012 | Swissporarena, Lucerna            | Albania   | 1–0  | 2–0      | Calificările pentru Campionatul Mondial de Fotbal 2010 (UEFA) |
| 7. | 14 noiembrie 2012  | Stade Olympique de Sousse, Sousse | Tunisia   | 2–1  | 2–1      | Meci amical                                                   |
| 8. | 11 octombrie 2013  | Stadionul Qemal Stafa, Tirana     | Albania   | 1–0  | 2–1      | Calificările pentru Campionatul Mondial de Fotbal 2010 (UEFA) |

## Palmares

### Club
Basel
- Swiss Super League: 2009–10, 2010–11, 2011–12
- Cupa Elveției: 2009–10, 2011–12
- Cupa Elveției U-18: 2007–08[4]

Bayern München
- Bundesliga: 2012–13
- DFB-Pokal: 2012–13
- DFL-Supercup: 2012
- UEFA Champions League: 2012–13
- Supercupa Europei: 2013
- Campionatul Mondial al Cluburilor FIFA: 2013

Liverpool
- UEFA Champions League: 2018–19[5]

### Individual
- Credit Suisse Player of the Year: 2011, 2012
- Swiss Golden Player Award "SFAP Golden Player": 2012[6]
- Swiss Golden Player Award "Best Young Player": 2012[7]